# Coperto
Coperto (it. "dækket") er et musikudtryk, der betegner, at der skal spilles med dæmper.